# Coppa di Romania (pallavolo maschile)
La Coppa di Romania è una competizione pallavolistica per squadre di club rumene maschili, organizzata con cadenza annuale dalla FRV.

## Edizioni
| Edizione         | Edizione          | Podio                 | Podio         | Podio                 |
| Anno             | Sede della finale | Campione              | Risultato     | Finalista             |
| ---------------- | ----------------- | --------------------- | ------------- | --------------------- |
| 2006-07 Dettagli | -                 | Tomis Costanza        | -             | -                     |
| 2007-08 Dettagli | -                 | Tomis Costanza        | 3 - 0         | Piatra Neamț          |
| 2008-09 Dettagli | -                 | Tomis Costanza        | 3 - 2         | Piatra Neamț          |
| 2009-10 Dettagli | -                 | Tomis Costanza        | 3 - 0         | Baia Mare             |
| 2010-11 Dettagli | -                 | Dinamo Bucarest       | 3 - 0         | Tomis Costanza        |
| 2011-12 Dettagli | Piatra Neamț      | Remat Zalău           | 3 - 1         | Dinamo Bucarest       |
| 2012-13 Dettagli | -                 | Tomis Costanza        | 3 - 0         | Zalău                 |
| 2013-14 Dettagli | -                 | Tomis Costanza        | 3 - 1         | Dinamo Bucarest       |
| 2014-15 Dettagli | Brașov            | Zalău                 | 3 - 0         | Tomis Costanza        |
| 2015-16 Dettagli | Piatra Neamț      | Zalău                 | 3 - 0         | Baia Mare             |
| 2016-17 Dettagli | Piatra Neamț      | Arcada Galați         | 3 - 0         | Zalău                 |
| 2017-18 Dettagli | Galați            | Tricolorul Ploiești   | 3 - 2         | Arcada Galați         |
| 2018-19 Dettagli | Alexandria        | Dinamo Bucarest       | 3 - 1         | Arcada Galați         |
| 2019-20 Dettagli | -                 | Non assegnata         | Non assegnata | Non assegnata         |
| 2020-21 Dettagli | Cluj-Napoca       | Dinamo Bucarest       | 3 - 1         | Universitatea Craiova |
| 2021-22 Dettagli | Brașov            | Arcada Galați         | 3 - 0         | Steaua Bucarest       |
| 2022-23 Dettagli | Brașov            | Universitatea Craiova | 3 - 1         | Arcada Galați         |
| 2023-24 Dettagli | Mioveni           | Rapid Bucarest        | 3 - 1         | Steaua Bucarest       |
| 2024-25 Dettagli | Blaj              | Corona Brașov         | 3 - 1         | SCM Zalău             |

## Palmarès
| Squadra               | Titolo | Edizione                                               |
| --------------------- | ------ | ------------------------------------------------------ |
| Tomis Costanza        | 6      | 2006-07, 2007-08, 2008-09, 2009-10, 2012-2013, 2013-14 |
| Dinamo Bucarest       | 3      | 2010-11, 2018-19, 2020-21                              |
| Zalău                 | 3      | 2011-12, 2014-15, 2015-16                              |
| Arcada Galați         | 2      | 2016-17, 2021-22                                       |
| Tricolorul Ploiești   | 1      | 2017-18                                                |
| Universitatea Craiova | 1      | 2022-23                                                |
| Rapid Bucarest        | 1      | 2023-24                                                |
| Corona Brașov         | 1      | 2024-25                                                |